# Trucidocynodon
Trucidocynodon é um gênero de sinapsídeo da família Ecteniniidae do Triássico Superior do Brasil. Há uma única espécie descrita para o gênero Trucidocynodon riograndensis. Os restos fósseis foram encontrados na formação Santa Maria na cidade de Agudo, Rio Grande do Sul. A espécie é similar ao Ecteninion lunensis do Triássico Superior encontrada na formação Ischigualasto da Argentina, sendo classificada em 2013 na mesma família.